# Фридрих фон Хоенау
Бернхард Вилхелм Албрехт Фридрих фон Хоенау (на немски: Bernhard Wilhelm Albrecht Friedrich (Fritz), Graf von Hohenau; * 21 май 1857 в дворец Албрехтсберг, Дрезден; † 15 април 1914 в Окселхермсдорф, близо до Жельона Гура, Полша) е граф на Хоенау и братовчед на германския кайзер Фридрих III.
Той е малкият син на принц Албрехт Пруски (1809 – 1872) и третата му (морган.) съпруга Розалия Вилхелминя Йохана фон Раух (1820 – 1879), направена на графиня фон Хоенау на 28 май 1853 г., дъщеря на пруския генерал и военен министър Йохан Георг Густав фон Раух (1774 – 1841) и втората му съпруга Розали Холтцендорф (1790 – 1862). Баща му е син на пруския крал Фридрих Вилхелм III (1770 – 1840) и херцогиня Луиза фон Мекленбург-Щрелиц (1776 – 1810). Баща му е брат на Фридрих Вилхелм IV (1795 – 1864), крал на Прусия, Вилхелм I (1797 – 1888), император на Прусия, Шарлота (1798 – 1860), императрица на Русия. Заради брака на баща му той не е член на фамилията Хоенцолерн.
Брат е на Вилхелм фон Хоенау (1854 – 1930) и полубрат на принц Фридрих Вилхелм Николаус Албрехт Пруски (1837 – 1906).
Фридрих заедно с брат му Вилхелм наследява след смъртта на майка му дворец Албрехтсберг при Дрезден, където живее до смъртта си.
Фридрих получава на 7 юли 1857 г. титлата граф на дворец Алтенщайн и след това титлата граф на Хоенау. Замесен е в „аферата Харден-Ойленбург“ (1907 – 1909) заради хомосексуално поведение и в други скандали.
Заедно с Фридрих Бото, брат на княз Филип фон Ойленбург, той трябва да напусне през 1901 г. пруската армия заради хомосексуалните му наклонности.
Фридрих фон Хоенау умира на 15 април 1914 г. в Окселхермсдорф на 56 години. Погребан е до майка му и брат му Вилхелм фон Хоенау в гробището „Валдфридхоф Вайсер Хирш“ при Дрезден. Фамилният гроб на графовете фон Хоенау е прекратен през 1968 г.

## Фамилия
Фридрих фон Хоенау се жени на 21 юни 1881 г. в Бербисдорф/Радебург за Шарлота фон дер Декен (* 23 април 1863, Мелкдорф; † 30 януари 1933, Берлин), дъщеря на Юлиус фон дер Декен (1827 – 1867) и Анна Хедвиг фон Клайст (1829 – 1920). Те имат четири сина:
- Албрехт Фридрих Вилхелм Юлиус Ханс (* 4 април 1882, Берлин; † 14 януари 1966, Фридрихсхафен), женен I. на 26 октомври 1911 г. във Флоренция за графиня Елизабет Бутурлина (* 14 август 1890; † 2 май 1919), II. на 1 юни 1920 г. в Грац за Криста Едле Мануси фон Монтесоле (* 24 декември 1894; † 17 юли 1971)
- Вилхелм Албрехт Карлото Александер (* 27 ноември 1884, Берлин; † 11 април 1957, Хамбург), най-успешният немски състезател, бронзов медал в конните състезания при Олимпийските игри в Стокхолм 1912 г., женен I. на 20 май 1916 г. в Берлин (развод 1 декември 1931) за графиня Анна Хенкел фон Донерсмарк (* 22 ноември 1894; † 27 май 1946), II. на 24 март 1932 г. в Мюнхен за Елен Елиза Алвина Ретемайер-Кечендорф (* 2 март 1899; † 1989)
- Фридрих Карл Артур Максимилиан Албрехт (* 8 август 1895, дворец Албрехтсберг; † 5 януари 1929, Берлин), женен на 1 август 1923 г. в Берлин за Едит Шрьодер (* 13 октомври 1890; † 1 февруари 1976)
- Фридрих Франц Август Албрехт (* 7 юли 1896, дворец Албрехтсберг; † 25 юли 1918, убит в битка във Франция), пруски лейтенант, пилот-изтребител при Манфред фон Рихтхофен в Първата световна война